# Roberto Condori
Roberto Condori Carita es un activista LGBT y periodista boliviano. Es parte del Movimiento Maricas Bolivia y fue uno de los creadores del programa radial de activismo LGBT Nación Marica, por el que obtuvo el Premio Periodista Sin Riesgo en 2018. Pertenece a la etnia aimara.

## Bigrafía
Creció en las afueras de La Paz en una familia de bajos recursos económicos que originalmente había migrado al lugar para trabajar como jornaleros. Realizó estudios superiores de comunicación social.
Se inició en el activismo en 2010 junto a su compañero, el poeta Edgar Soliz, como locutor del programa radial Soy marica, ¿y qué?, que se transmitía en Radio Deseo, emisora del movimiento feminista Mujeres Creando. Posteriormente, ambos mantuvieron la idea de seguir haciendo activismo desde la radio, por lo que en 2013 crearon Nación Marica, programa radial de discusión de temáticas LGBT desde una perspectiva decolonial que en un principio se transmitía en Radio Fejuve y que en 2017 pasó a la emisora Radio Líder, en un formato semanal y transmitido desde la ciudad de El Alto. El nombre del programa fue tomado del título de un libro del escritor chileno Juan Pablo Sutherland, de quien obtuvieron autorización para usarlo.
Gracias al reportaje «¿Abortan todas? ¿Abortan las lesbianas?» que realizaron en Nación Marica, Condori y Soliz ganaron la edición de 2018 del Premio Periodista Sin Riesgo, otorgado por la Alianza por la Solidaridad en el marco del Concurso de Reportajes Periodísticos en derechos sexuales y derechos reproductivos. De acuerdo al jurado, el reportaje galardonado «es especialmente interesante en el marco de los derechos sexuales y reproductivos, dado que colabora en garantizar los derechos de las personas LGTBIQ+ y ayuda a entender la realidad de la penalización del aborto en Bolivia». Condori y Soliz ya habían ganado el año anterior el galardón radial de este concurso, con el programa «Morir por ser mujer trans en Bolivia: Dayana Kenia, una historia tan lejos de la justicia».
En 2023, participó junto a Soliz en Chile en el encuentro Moda Desobediente, donde vistieron trajes indígenas tradicionales femeninos y realizaron un performance con una mirada «india-indígena-chola, disidente, decolonial, antiracista y políticamente incorrecta».